# Ismaël Koné (Fußballspieler, 2002)
Ismaël Kenneth Jordan Koné (* 16. Juni 2002 in Abidjan, Elfenbeinküste) ist ein kanadisch-ivorischer Fußballspieler. Der zentrale Mittelfeldspieler steht seit Juli 2024 bei Olympique Marseille unter Vertrag und ist aktuell an US Sassuolo Calcio ausgeliehen.

## Karriere

### Verein
Koné spielte bis 2021 in der Jugendabteilung von CS Saint-Laurent. Im August 2021 wechselte er zum CF Montreal. Dort stand er bereits zwei Tage nach seinem Wechsel im Kader für das Spiel gegen New York Red Bulls in der Major League Soccer, wo er allerdings nicht zum Einsatz kam. Auch im weiteren Verlauf der Saison absolvierte er keine Spielminuten, stand aber fünf weitere Male im Spieltagskader. Sein Debüt gab der Spieler im Februar des Folgejahres im Achtelfinale der CONCACAF Champions League gegen Santos Laguna, wo er mit seinem Treffer zum 3:0-Endstand das Weiterkommen besiegelte. In der MLS kam er anschließend ebenfalls zum Einsatz – in 26 von 38 möglichen Partien der Saison 2022. Hierbei stand er 18-mal in der Startelf und durchschnittliche 61 Minuten auf dem Platz. Darüber hinaus gelangen dem Kanadier sieben Scorerpunkte.
Mitte Dezember 2022 wechselte er mit Wirkung des neuen Jahres zum englischen Zweitligisten FC Watford. Im Rest der Saison 2022/23 bestritt er 16 von 21 möglichen Ligaspielen für Watford und ein Pokalspiel.
Im Juli 2024 wechselte er nach Frankreich zu Olympique Marseille. Dort verpasste er die ersten drei Spieltage verletzungsbedingt, kam danach aber zu acht Ligaspielen. Im Februar 2025 wurde er für ein halbes Jahr an Stade Rennes verliehen, wo er 13 der 14 verbleibenden Ligaspiele bestritt – davon nur vier von Beginn an, die restlichen Einsätze als Joker. In der Folgesaison verlieh Marseille Koné erneut, diesmal an die US Sassuolo.

### Nationalmannschaft
Koné, der auch für die Elfenbeinküste spielberechtigt gewesen wäre, entschied sich im März 2022 für die kanadische A-Nationalmannschaft und debütierte im Rahmen der Qualifikation für die Weltmeisterschaft 2022 im Spiel gegen Costa Rica. Im November 2022 wurde der Mittelfeldspieler für den kanadischen Kader für die WM im selben Jahr in Katar nominiert. Dort wurde er in allen drei Gruppenspielen, nach denen Kanada ausschied, eingesetzt. Des Weiteren wurde er bei allen vier Spielen der Endrunde der Nations League 2022/23 eingesetzt. Beim Gold Cup 2023 gehörte er nicht zum Kader.